# Tomas Žvirgždauskas
Tomas Žvirgždauskas   (Vílnius i Trakai, 18 de març de 1975) és un exfutbolista lituà de la dècada de 2000.
Fou 56 cops internacional amb la selecció lituana.
Pel que fa a clubs, defensà els colors de Zalgiris Vilnius, Næstved BK, Polonia Warszawa, KS Widzew Łódź i Halmstads BK.